# Richard Durrance
Richard „Dick“ Durrance (* 14. Oktober 1914 in Tarpon Springs, Florida; † 13. Juni 2004 in Carbondale, Colorado) war ein 17-maliger amerikanischer Gewinner im Skilaufen und einer der ersten US-amerikanischen Skiläufer, die erfolgreich mit europäischen Skiläufern konkurrieren konnten.
Dick Durrance zog 1928 mit seiner Familie nach Garmisch. In Deutschland gewann Durrance 1932 die Deutsche Junior-Ski-alpin-Meisterschaft. Im Jahr darauf lernte er in Seefeld von Anton Seelos den von diesem neu entwickelten Parallelschwung. Er besuchte 1934 das Dartmouth College in New Hampshire und gewann in Sestriere (Italien) als erster Amerikaner einen bedeutenden europäischen Skilauf. Durrance gewann 1937 auch die US-Männer-Abfahrt, den Slalom und alpin-verbundene Ereignisse und wurde in das US-Olympia-Team 1936 aufgenommen. Er wurde Achter beim Slalomlauf und Elfter beim Abfahrtslauf.